# Sant Bonet de Doranjas
Saint-Bonnet-le-Bourg és un municipi francès situat al departament del Puèi Domat i a la regió d'Alvèrnia-Roine-Alps. L'any 2007 tenia 143 habitants.

## Demografia

### Població
El 2007 la població de fet de Saint-Bonnet-le-Bourg era de 143 persones. Hi havia 60 famílies de les quals 16 eren unipersonals (8 homes vivint sols i 8 dones vivint soles), 20 parelles sense fills, 20 parelles amb fills i 4 famílies monoparentals amb fills.
La població ha evolucionat segons el següent gràfic:
Habitants censats

### Habitatges
El 2007 hi havia 209 habitatges, 62 eren l'habitatge principal de la família, 118 eren segones residències i 29 estaven desocupats. 204 eren cases i 4 eren apartaments. Dels 62 habitatges principals, 54 estaven ocupats pels seus propietaris i 8 estaven llogats i ocupats pels llogaters; 1 tenia dues cambres, 8 en tenien tres, 20 en tenien quatre i 33 en tenien cinc o més. 44 habitatges disposaven pel capbaix d'una plaça de pàrquing. A 29 habitatges hi havia un automòbil i a 24 n'hi havia dos o més.

### Piràmide de població
La piràmide de població per edats i sexe el 2009 era:
| Homes | Edats   | Dones |
| ----- | ------- | ----- |
| 0     | 95 o +  | 0     |
| 0     | 90 a 94 | 0     |
| 0     | 85 a 89 | 0     |
| 4     | 80 a 84 | 4     |
| 8     | 75 a 79 | 0     |
| 0     | 70 a 74 | 12    |
| 4     | 65 a 69 | 4     |
| 8     | 60 a 64 | 4     |
| 8     | 55 a 59 | 8     |
| 4     | 50 a 54 | 4     |
| 4     | 45 a 49 | 4     |
| 0     | 40 a 44 | 0     |
| 0     | 35 a 39 | 4     |
| 0     | 30 a 34 | 0     |
| 8     | 25 a 29 | 0     |
| 0     | 20 a 24 | 0     |
| 4     | 15 a 19 | 0     |
| 0     | 10 a 14 | 0     |
| 0     | 5 a 9   | 0     |
| 0     | 0 a 4   | 0     |

## Economia
El 2007 la població en edat de treballar era de 88 persones, 49 eren actives i 39 eren inactives. De les 49 persones actives 42 estaven ocupades (26 homes i 16 dones) i 7 estaven aturades (5 homes i 2 dones). De les 39 persones inactives 14 estaven jubilades, 3 estaven estudiant i 22 estaven classificades com a «altres inactius».

### Ingressos
El 2009 a Saint-Bonnet-le-Bourg hi havia 72 unitats fiscals que integraven 154 persones, la mediana anual d'ingressos fiscals per persona era de 11.914 €.

### Activitats econòmiques
Dels 3 establiments que hi havia el 2007, 1 era d'una empresa de fabricació d'altres productes industrials, 1 d'una empresa de transport i 1 d'una empresa classificada com a «altres activitats de serveis».
L'any 2000 a Saint-Bonnet-le-Bourg hi havia 12 explotacions agrícoles que ocupaven un total de 225 hectàrees.

## Poblacions més properes
El següent diagrama mostra les poblacions més properes.